# Néstor Duarte
Néstor Alonso Duarte Carassa (Callao, 8 settembre 1990) è un calciatore peruviano, difensore svincolato.

## Caratteristiche tecniche
È un difensore centrale.

## Palmarès

### Club

#### Competizioni nazionali
- Primera División del Perú: 2

Universitario: Apertura 2008, Nazionale 2009, Nazionale 2013

#### Competizioni giovanili
- Coppa Libertadores Under-20: 1

Universitario: 2011